# Хонсу
Хонсу е древноегипетски бог на луната и времето. Неговият културен център бил град Тива, където бил част от семейството на Амон и Мут. Бил един от последователите на Тот, който също се свързва с луната и измерването на времето. Смятало се че може да влияе на плодовитостта на хора и добитък. Съществува мит (записан на стените на Птолемеевия храм на Хонсу в Карнак), определящ на Хонсу много важна роля в създаването на Вселената. Също така той е приеман и като бог на лечението, както е записано в книгата „Принцесата на Бехетен“. Смята се че той лично излекувал фараона Птолемей IV (взел названието „любимец на Хонсу, който закриля фараона и гони злите духове“, като благодарност за божията помощ). Хонсу разпростира закрилата си и над обикновените хора. Като резултат, много египтяни били кръстени на него.
Хонсу има и тъмна страна. В древноегипетската култура е бил смятан за агресивен и опасен бог. Той се появява в „Канибалския химн“ (част от йероглифи в пирамидите) като кръвожадно божество, което помагало на починал фараон да хваща и изяжда други богове. Текстовете по саркофага го описвали като „Хонсу, който се храни със сърца“. По-късно, в Новото Египетско царство, той е почитан като нежен и обичан син на Амон и Мут.

## Име и въплъщение
| Aa1 · N35 · O34 | M23 | G43 | G7 |

| Aa1 · N35 · O34 | M23 | G43 | G7 |

Има дебати относно значението на името на Хонсу. Някои учени смятат че името му представлява фараонската кръвна линия, но основната хипотеза е, че произхожда от думата „Хернес“ означаваща преход, или пътуване (отнасящо се до неговите пътешествия из небесата). Също е бил известен с по-конкретни имена: Хонсу Нефер Хотеп (в Тива) описан като Повелителя на Ма‘ат – название, което Хонсу споделя с Птах.
При новолуние той е бил възприеман като „Могъщия бик“, а при пълнолуние бил свързван с „Кастрирания бик“. Този бог не само управлявал месеците (времето), но също притежавал абсолютен контрол над злите духове, които населяват земята, въздуха, водата и небето, които били враждебни към човека, и атакували неговото тяло, чрез болка, болести и зарази, разруха, лудост и смърт. Още повече Хонсу е богът, който кара растенията да растат, плодовете да зреят, животните да зачеват, а за хората бил богът на любовта.

## Храм на Хонсу
Великият Храм на Хонсу бил построен в пределите на храма на Карнак. Строежът му бил започнат от Рамзес III, след това храмът е бил разширен от следващи владетели. Имал е три олтара, посветени на специфични божествени аспекти; „Храмът на Хенсу“, „Храмът на Кеншу в Тива, Нефер-Хетеп“ и „Храмът на Хенсу, който проектирал своите намерения в Тива“.